# Gladiolus sufflavus
Gladiolus sufflavus là một loài thực vật có hoa trong họ Diên vĩ. Loài này được (G.J.Lewis) Goldblatt & J.C.Manning miêu tả khoa học đầu tiên năm 1998.